# Osmussaare
Osmussaare (Duits: Odinsholm, Zweeds: Odensholm) is het enige dorp op het Estlandse eiland Osmussaar. Het telt 4 inwoners (2021). De Zweedse naam Odensholm mag in officiële documenten gebruikt worden naast de Estische naam.
Tot in 2017 lag het eiland in de gemeente Noarootsi. In oktober van dat jaar werd Noarootsi bij de gemeente Lääne-Nigula in de provincie Läänemaa gevoegd.

## Geschiedenis
De geschiedenis van Osmussaar gaat terug tot in 1250. Tot in 1940 waren de meeste bewoners Zweden. Het dorp werd pas genoemd rond 1900 onder de Russische naam Оденсгольмъ (Odensgolm). In 1922 wordt in het onafhankelijke Estland voor het eerst de Estische naam Osmussaare vermeld in de lijst van dorpen.
Het eiland stond tot 1 februari 2022 op de ‘Lijst van bewoonde kleine eilanden’ (Estisch: Väikesaarte nimistu). Op die datum werd het van de lijst afgevoerd, omdat het aantal inwoners op 1 januari 2022 onder de 5 was gezakt.

## Foto's

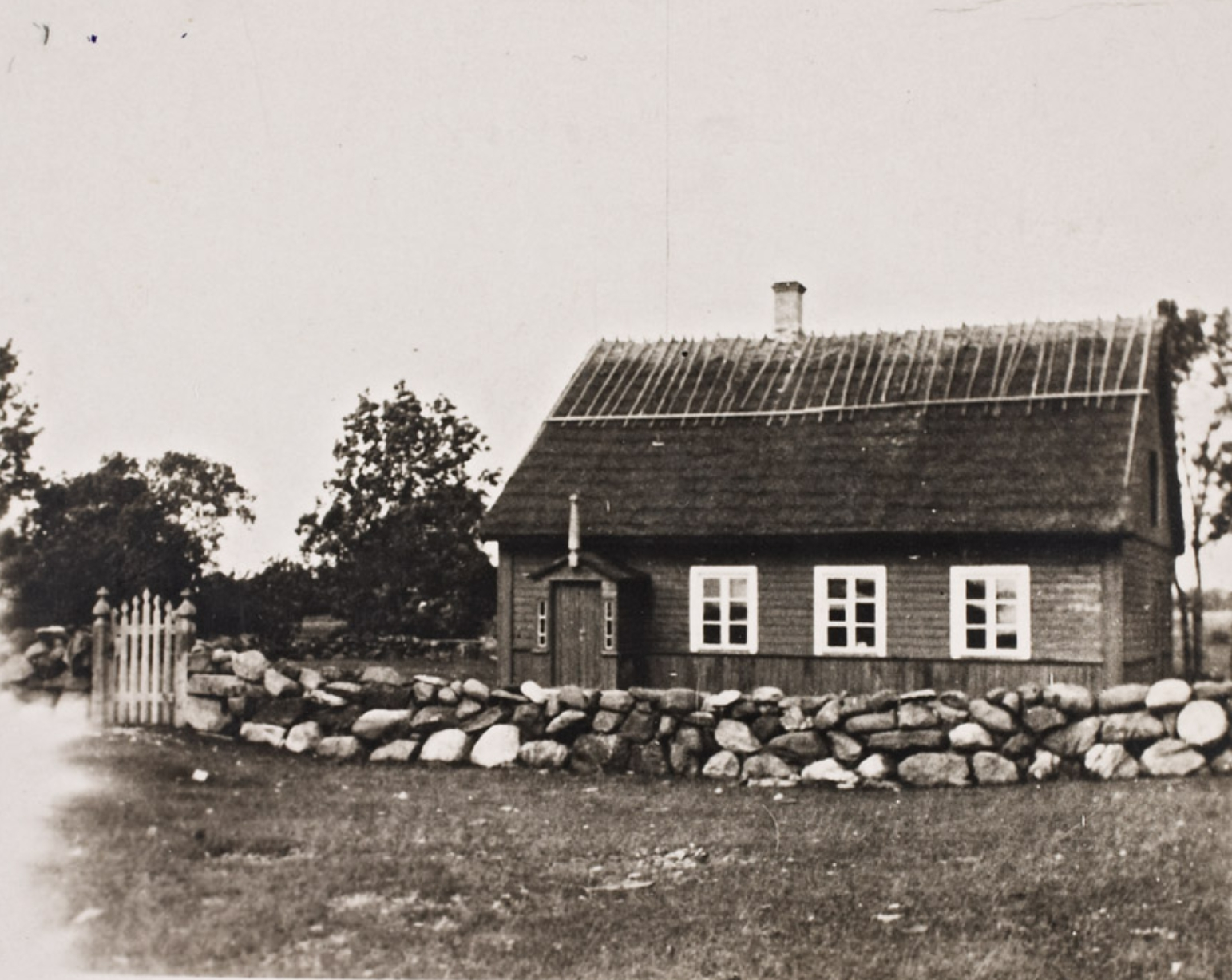
De school van het dorp, ergens in de periode 1920-1940
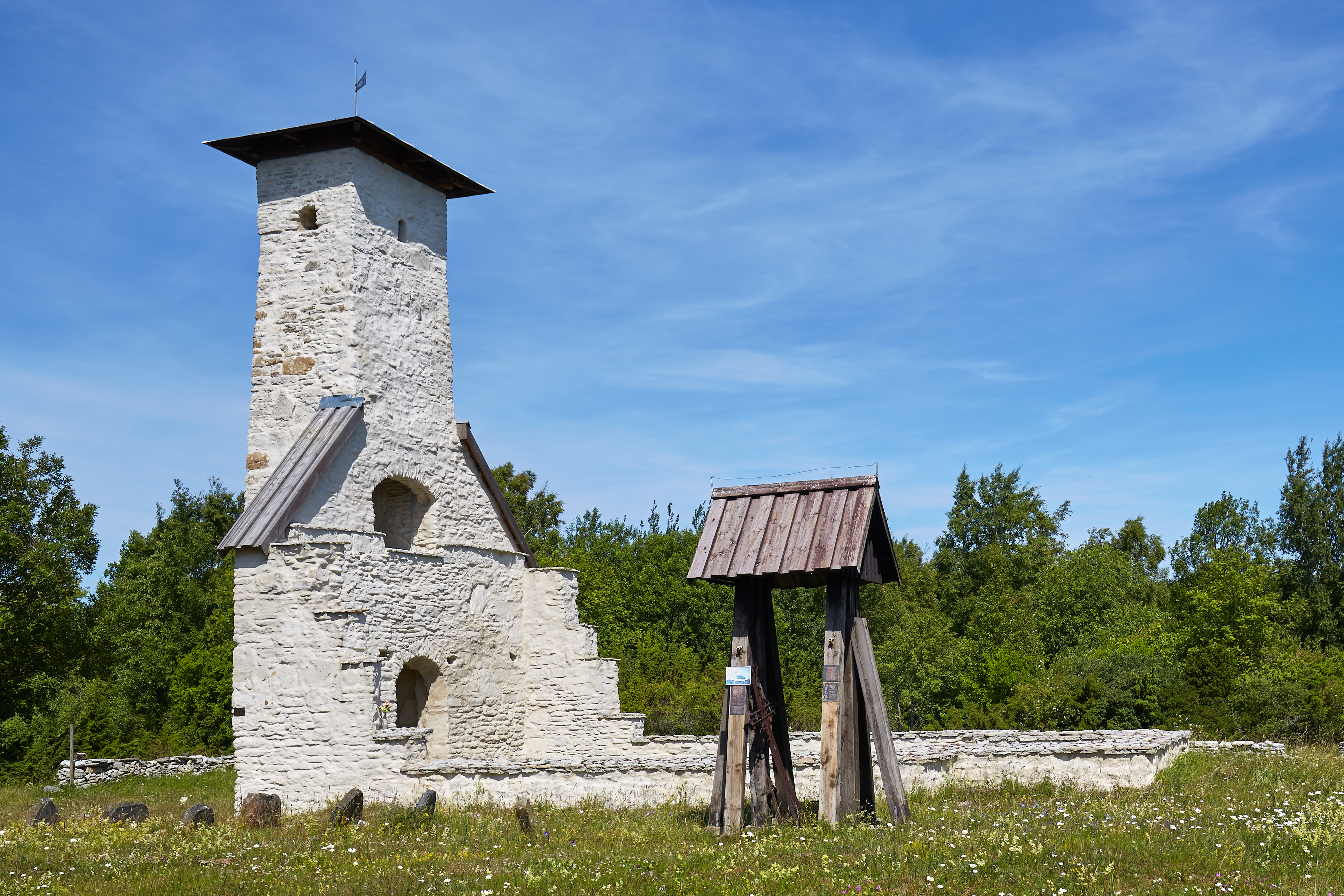
Restant van de kapel
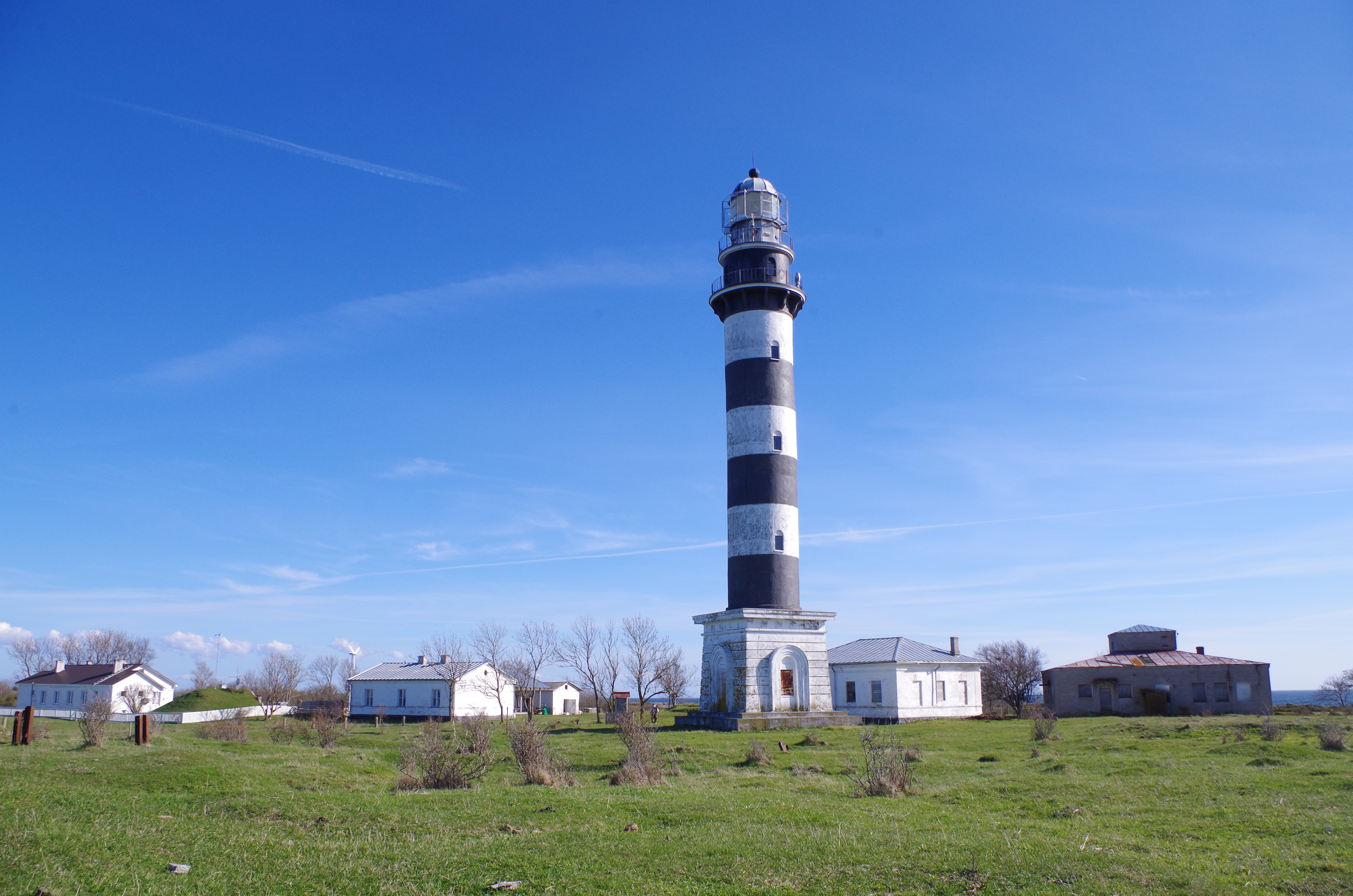
De vuurtoren